# Out of the Silent Planet
Out of the Silent Planet (с англ. — «За пределами тихой планеты») — тридцать четвёртый сингл британской хеви-метал-группы Iron Maiden. Второй сингл в поддержку альбома группы Brave New World.

## Out of the Silent Planet
Песня была записана в 1999—2000 годах во время записи альбома. Она входит как в трек-лист альбома, так и сингла, и в последнем варианте отличается меньшей продолжительностью.
Содержание песни очевидно связано с названием и содержанием одноимённой первой части «Космической трилогии» К. Л. Стейплза, вышедшей в 1938 году, на которую в свою очередь оказал влияние роман Д. Линдсея «Путешествие к Арктуру». По другим сведениям — и это указывает автор текста Брюс Дикинсон, — песня связана с фильмом Запретная планета 1956 года, хотя отмечается, что эта связь мало прослеживается. Так или иначе, во всех возможных корнях песни речь не идёт о Земле, тогда как в песне речь идёт именно о ней. Гитарное соло в песне исполнил Яник Герс.
Сингл вышел в октябре 2000 года в трёх вариантах: CD (в том числе в ограниченной редакции, отличающейся оформлением и постером), двенадцатидюймовом и семидюймовом красном виниле.
Выпущен видеоклип песни, представляющий запись концертного выступления.

## Сторона «B» сингла
В зависимости от формата сингла, сторона «B» была разной.

### Стандартная CD-версия
1. «Out of the Silent Planet» (Герс, Харрис, Дикинсон) — 4:10
2. «Wasted Years», запись концерта, Милан, 23 сентября 1999 года (Смит) — 5:07
3. «Aces High», запись концерта, Мадрид, 26 сентября 1999 года (Харрис) — 5:24
4. «Out of the Silent Planet» (видеоклип) (Герс, Харрис, Дикинсон) — 4:10

### 12" pictured LP
1. «Out of the Silent Planet» (Герс, Харрис, Дикинсон) — 4:10
2. «Wasted Years», запись концерта, Милан, 23 сентября 1999 года (Смит) — 5:07
3. «Aces High», запись концерта, Мадрид, 26 сентября 1999 года (Харрис) — 5:24

### 7" LP
1. «Out of the Silent Planet» (Герс, Харрис, Дикинсон) — 4:10
2. «Aces High», запись концерта, Мадрид, 26 сентября 1999 года (Харрис) — 5:24

## Конверт
Оформление конверта также зависело от формата релиза.
На конверте всех стандартных выпусков изображён Эдди, держащий в руках планету. Изображение Эдди повторяет его изображение на конверте альбома Brave New World и оно выполнено Дереком Риггсом; остальная часть изображения выполнена Марком Уилкинсоном. На конверте ограниченного выпуска и на самом диске 12" pictured LP содержится работа Марка Уилкинсона, в которой Эдди представлен как оратор на трибуне, окруженный толпой журналистов.

## Участники
- Брюс Дикинсон — вокал
- Стив Харрис — бас, клавишные
- Яник Герс — гитара
- Эдриан Смит — гитара
- Дейв Мюррей — гитара
- Нико МакБрэйн — ударные

## Чарты
| Чарт (2000)    | Позиция |
| -------------- | ------- |
| Финляндия      | 13      |
| Франция        | 72      |
| Германия       | 66      |
| Италия         | 10      |
| Дания          | 87      |
| Испания        | 16      |
| Швеция         | 35      |
| Великобритания | 20      |